# Pseudocephalus
Pseudocephalus é um gênero de cerambicídeos da tribo Pseudocephalini; compreende quatro espécies com distribuição restrita à Austrália e no Chile.

## Espécies
- Pseudocephalus arietinus Newman, 1851
- Pseudocephalus formicides Newman, 1842
- Pseudocephalus mirus (Pascoe, 1865)
- Pseudocephalus monstrosus (Blanchard, 1851)